# Alatau (Cazaquistão)
Alatau (em cazaque:  Алатау, Alataý; das línguas turcas: "montanha heterogênea") é uma vila na região de Almaty, no sudeste do Cazaquistão. Situa-se a 15 km da cidade de Almaty.
A cidade é notável por seu Instituto de Física Nuclear, Kazakhstan National Nuclear Center (anteriormente Kazakh SSR Academia de Ciências), que abriga um reator nuclear experimental e cyclotron.